# Хто розважить малятко?
Хто розважить малятко? — друга книжка-картинка з серії про Мумі-тролів, створених Туве Янссон. Вперше опубліковано в 1960 р. Того ж року книжку було перекладено на фінську, англійську та норвезьку мови; у 1977 році з’явився переклад на іврит. Українською книжку не було перекладено.

## Сюжет
Самотнє малятко Кнютт йде з дому в пошуках друзів, і знаходить Скрутт рятуючи її від Морри.

## Інші версії
Аудіоверсію книжки було випущено у вигляді LP у 1978 р. шведським дуетом в стилі ейсид/психоделічного прогресивного року, учасниками якого були Петер Лундблад та Торбйорн Еклунд. Мультфільм, що включав музику з аудіокниги, було створено Йоганом Гаґельбеком у 1980 р. Згодом також було написано дитячу п’єсу. У 2006 р. головний герой (чиє ім’я шведською Кнютт) з’явився в серії однойменних інді-ігор Knytt. Серія складається з 3 релізів та одного доповення. Останній реліз, Knytt Underground, було опубліковано в 2012 р.

## Зовнішні посилання
- The Moomin Trove
- Animated film Vem ska trösta Knyttet?

Шаблон:Tove Jansson